# توم دومون
توم دومون (بالإنجليزية: Tom Dumont)‏ هو منتج أسطوانات وعازف قيثارة وموسيقي أمريكي، ولد في 11 يناير 1968 في إرفاين في الولايات المتحدة.

## وصلات خارجية
- توم دومون على موقع IMDb (الإنجليزية)
- توم دومون على موقع ميوزك برينز (الإنجليزية)
- توم دومون على موقع ديسكوغز (الإنجليزية)
- توم دومون على موقع قاعدة بيانات الفيلم (الإنجليزية)